# 神奈川県立栗原高等学校

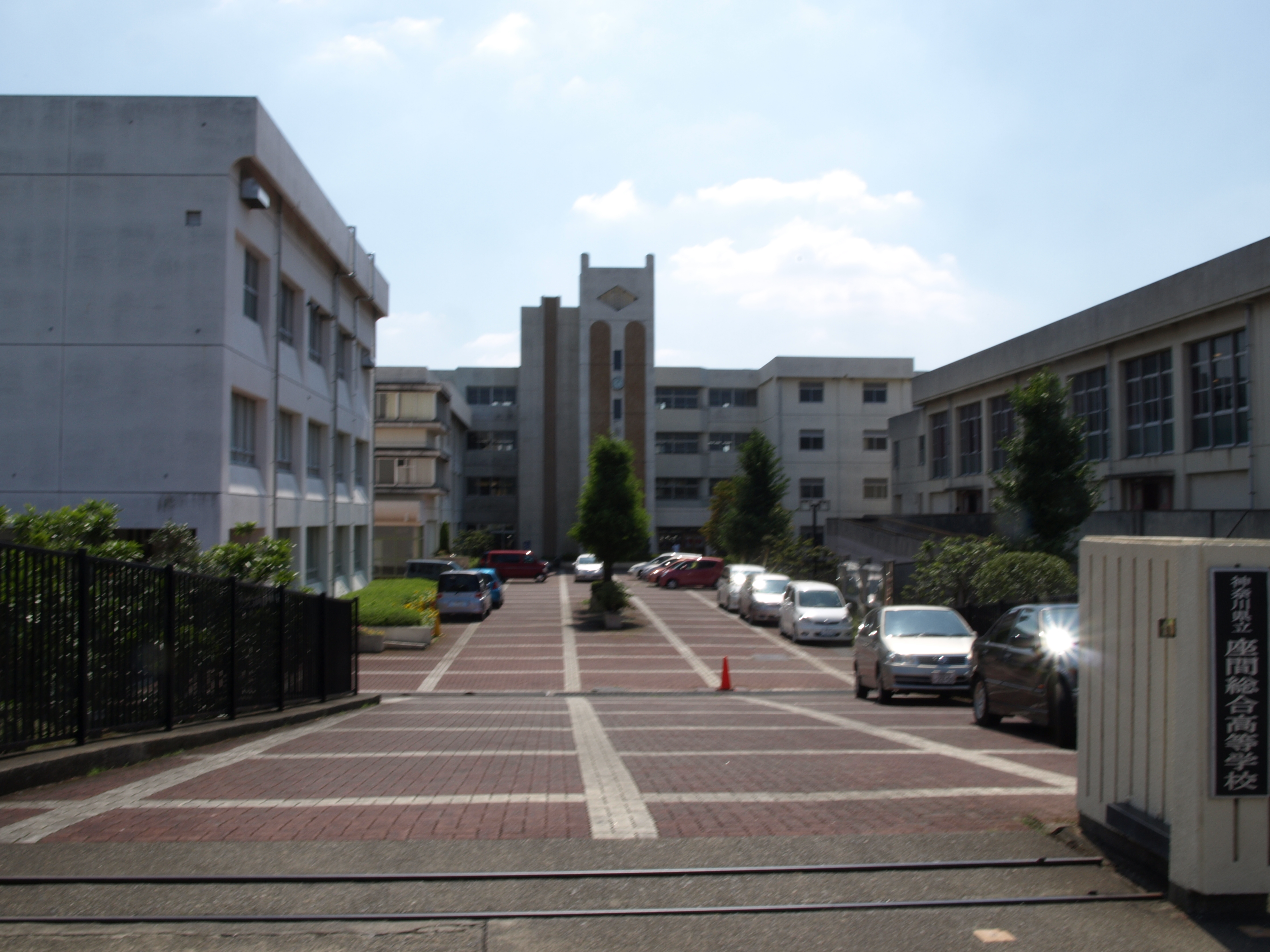
2009/9/5撮影　現：座間総合高等学校

神奈川県立栗原高等学校（かながわけんりつ くりはらこうとうがっこう）は、かつて神奈川県座間市にあった県立高等学校。

## 設置学科
- 全日制課程
  - 普通科

## 沿革
- 1981年（昭和56年）4月 - 開校
- 2009年（平成21年）3月 - 閉校

## 統合後の学校について
- 2009年4月、神奈川県立ひばりが丘高等学校と統合され、神奈川県立座間総合高等学校に再編された。国際教養・情報科学・環境科学・生活福祉・表現文化分野の系列が設置される。

## 所在地
- 神奈川県座間市栗原2487
北緯35度29分16.7秒 東経139度25分2.4秒 / 北緯35.487972度 東経139.417333度座標: 北緯35度29分16.7秒 東経139度25分2.4秒 / 北緯35.487972度 東経139.417333度

## 著名な出身者
- 大野忍（女子サッカー選手）
- 宇津木瑠美（女子サッカー選手）